# 茄子川馬場氏
茄子川馬場氏（なすびがわばばし）は、旗本の釜戸馬場氏の分家で美濃国恵那郡茄子川村(現在の岐阜県中津川市茄子川)の一部および常陸国と下総国の一部を知行所とした。

## 馬場氏の概要
馬場氏は、木曽義仲を先祖とする家柄で、8代目の家佐が初めて馬場氏を称し、子孫の昌次が関ヶ原の戦いの時に山村良勝や千村良重と伴に徳川秀忠を迎え、後に手勢を出して岩村城と明知城を攻略した功績で美濃国の土岐郡釜戸村・恵那郡茄子川村の一部・甲斐国の巨摩郡の一部の合計で1600石を賜って木曾衆の中で唯一の旗本となった。

## 茄子川馬場氏の概要
初代の馬場利興は徳川家綱の小姓から旗本となった。
明暦3年(1657年)11月25日に、釜戸馬場氏3代目の馬場利尚は、弟の利興に対し、父の遺領の内、茄子川村の275石と甲斐国の巨摩郡の合計600石を分知したことにより茄子川馬場氏が誕生した。
寛文元年(1661年)11月、利興は、徳川家綱より常陸国の河内郡・下総国の匝瑳郡・海上郡・香取郡の村々を加増された。その替りに甲斐国の巨摩郡の知行所は収公された。
時期は不明であるが、茄子川馬場氏は、加増された下総国内の知行所を分家の2家に分知している。
- 初代　利興　延宝8年(1680年)6月19日卒去。
- 二代　利隆(藤十郎)　御書院番や桐間番を務める。元文5年(1740年)8月卒去。享年76
- 三代　利永(藤十郎)  森宗乙玉山の二男で利隆の養子となり、享保元年(1716年)11月家督を継ぐ。宝暦13年(1763年)11月卒去。享年73
- 四代　利房(権六郎)  父の利久は多病のため後嗣となれず、宝暦11年(1761年)12月に利房が祖父の利永から家督を継ぐ。後に、西丸御書院番となり、天明4年(1784年)1月12日卒去。享年39
- 五代　利容(熊蔵)

その後、数代が不詳。
明治2年（1869年）12月2日の布告により馬場繁次郎は、茄子川村の275石の知行所を政府に奉還した。(寛政重修譜・濃飛通史)

## 茄子川村について
茄子川村は、旧中山道沿いの村であり、現在の中津川市の西南部、木曽川の南岸に位置する。
江戸時代初期の茄子川村の石高は1,368石余で、旗本の茄子川馬場氏の275石と尾張藩の木曾衆の山村甚兵衛　350石・千村平右衛門　125石・原十郎兵衛　156石6斗・千村助右衛門　145石・山村一學　130石・千村次郎右衛門　119石・三尾左京　86石)計8名の入相支配地であった。

## 幕末の知行所

### (本家)馬場繁次郎
- 美濃国
  - 恵那郡　茄子川村の内(275石0升0合0勺0才0撮)
- 常陸国　
  - 河内郡　古渡村の内(213石9斗0升3合0勺0才0撮)

### (分家)馬場新一郎
- 下総国
  - 香取郡　三倉村の内(4石6斗7升7合4勺4才0撮)・伊地山村の内(143石0斗3升9合0勺0才1撮)・方田村の内(49石6斗5升0合0勺0才2撮)
  - 匝瑳郡　西小笹村の内(18石9斗8升8合0勺0才1撮)・籠部田村の内(287石9斗4升4合0勺0才0撮)　
  - 海上郡　正明寺村の内(119石3斗2升0合1勺6才0撮)

### (分家)馬場龍太郎
- 下総国
  - 匝瑳郡　駒込村の内(28石9斗5升1合7勺9才9撮)
  - 海上郡　塙村の内(107石8斗8升7合2勺9才9撮)